# Kansas City Municipal Stadium
Le Kansas City Municipal Stadium, est un ancien stade omnisports américain, principalement utilisé pour le baseball et le football américain, situé dans la ville de Kansas City, au Missouri.
Le stade, doté de 35 561 places et inauguré en 1923 puis démoli en 1976, servait d'enceinte à domicile pour les équipes de baseball des Blues de Kansas City, des Monarchs de Kansas City, des Athletics de Kansas City et des Royals de Kansas City, de football américain des Cowboys de Kansas City et des Chiefs de Kansas City, et de soccer des Spurs de Kansas City.

## Histoire
Le stade était situé au coin de la Brooklyn Avenue et de la E. 22nd Street. Il ouvre ses portes en 1923 sous le nom de Muehlebach Field (nommé d'après George E. Muehlebach, propriétaire des Kansas City Blues, et d'autres affaires dans la ville), construit pour la somme de 400 000 $.
La première équipe à y élire domicile est le club de baseball des Kansas City Blues, club de Negro League,.
De 1923 à 1955, le stade accueille également la plus ancienne équipe de Negro League, les Kansas City Monarchs.
Lorsque les New York Yankees rachètent les Blues en 1937, le stade est rebaptisé Ruppert Stadium en hommage à Jacob Ruppert, propriétaire des Yankees. Ruppert meurt deux ans plus tard et le stade est alors renommé Blues Stadium en 1943.
Arnold Johnson, magnat de l'immobilier de Chicago, achète le Blues Stadium et le Yankee Stadium en 1953, puis les Philadelphia Athletics l'année suivante, et annonce qu'il souhaite transferer les Blues à Philadelphie. Johnson revend alors le stade à la ville de Kansas City, renommé Municipal Stadium.
Le stade est complètement retransformé en 1955 lors du départ de la franchise des Kansas City Athletics pour Philadelphie. L'inauguration du nouveau stade de 30 000 places a lieu en présence de l'ancien président Harry S. Truman, résident de la ville, ainsi que les anciennes gloires du baseball Connie Mack et Jimmie Foxx. Lors du match d'inauguration, les A's battent les Detroit Tigers 8-2.
Le 17 septembre 1964, le stade accueille un concert les Beatles, étape de leur tournée américaine.
Le jour de noël 1971 se joue au stade le plus long match de l'histoire de la NFL entre les Kansas City Chiefs et les Miami Dolphins (24-27).
Le stade est démoli en 1976 et remplacé par un jardin municipal.

## Galerie

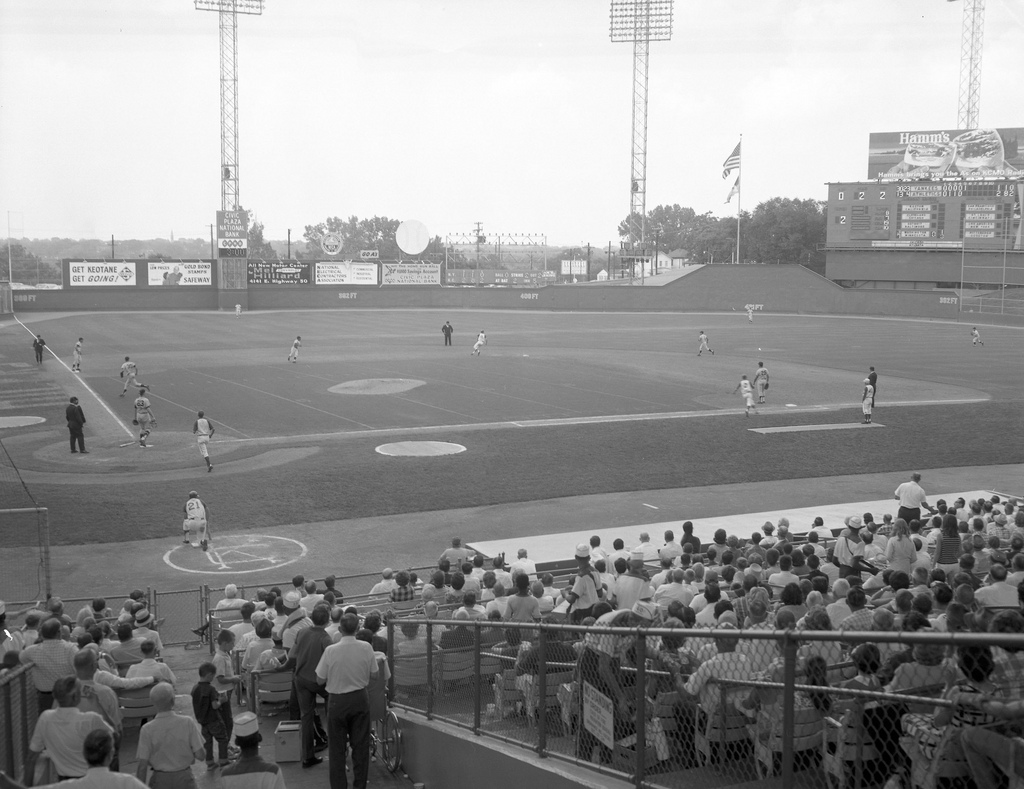
Match entre les A's contre les New York Yankees au Municipal Stadium (1966)
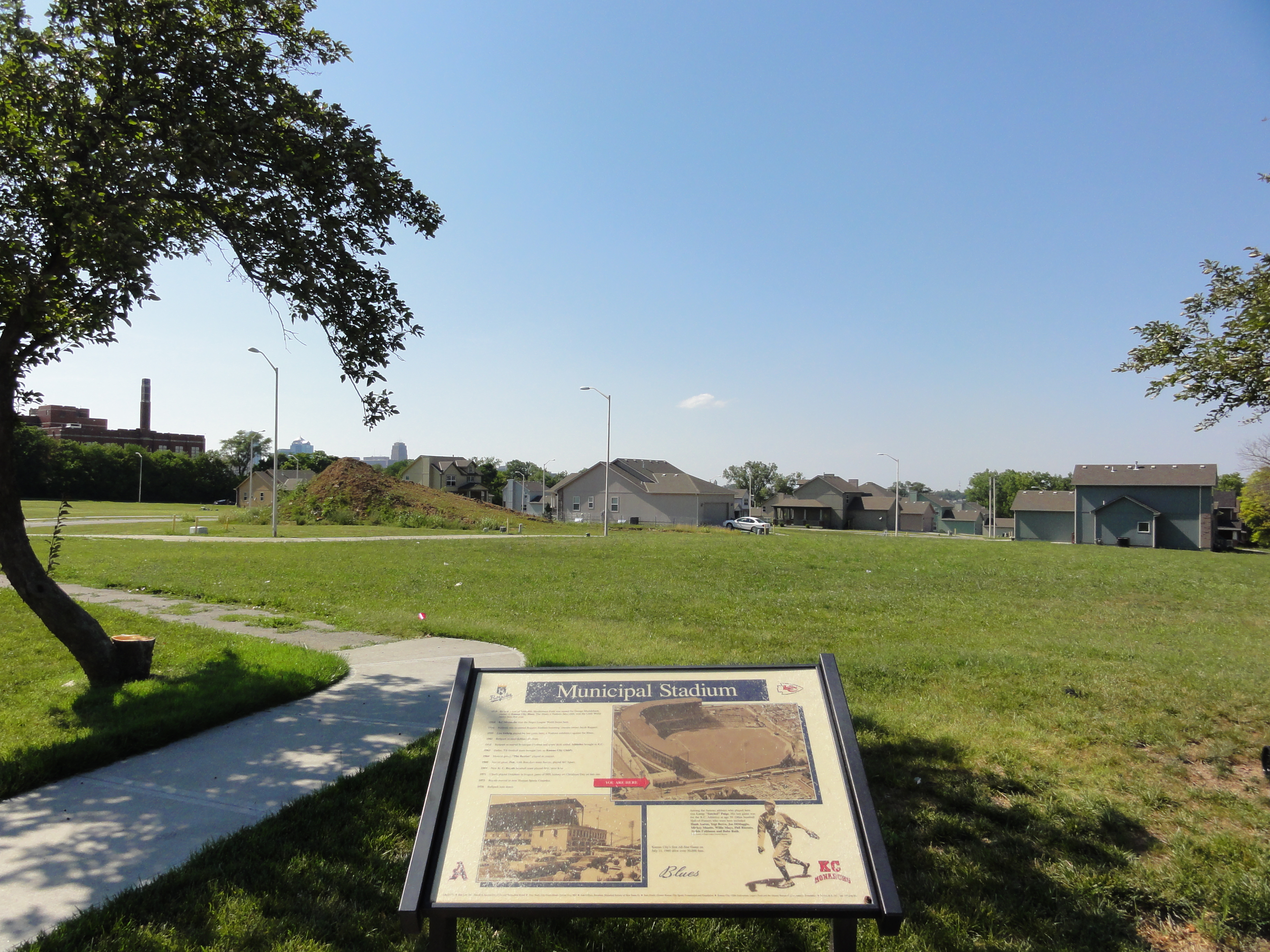
Actuel site du stade